# Buková (Slowakei)
Buková (bis 1948 slowakisch „Biksard“; deutsch Bixard, älter Scharfenstein (1256), ungarisch Bikszárd) ist ein Ort und eine Gemeinde im Okres Trnava des Trnavský kraj im Westen der Slowakei.

## Geographie

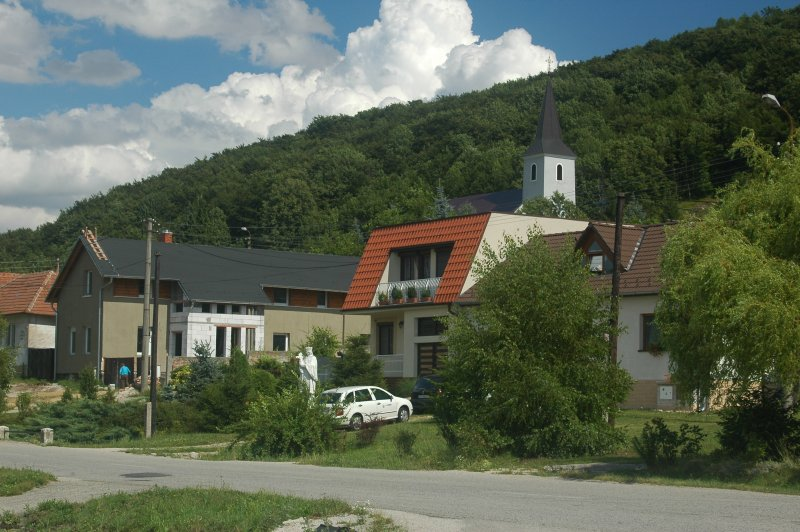
Buková

Die Gemeinde liegt in den Kleinen Karpaten am Zusammenfluss mehrerer Bäche. Oberhalb der Gemeinde befindet sich der Stausee Buková (slow. vodná nádrž Buková). Südlich erhebt sich der höchste Berg der Kleinen Karpaten, die Záruby (767 m n.m.). Aus diesen Gründen ist der Ort ein populäres Erholungsgebiet und es gibt viele Wochenendhäuser in den umliegenden Bergen. Buková liegt an einer Kreisstraße zwischen Trstín und Plavecký Peter an den jeweiligen Seiten der Kleinen Karpaten und ist 26 Kilometer von Trnava entfernt.

## Geschichte
Der Ort entstand an der alten „Böhmischen Straße“, einer Handelsstraße zwischen Buda und Prag. Noch vor erster Erwähnung waren hier die Szekler und Kumanen als Grenzwächter des ungarischen Staates ansässig. In einer Urkunde des Béla IV. aus dem Jahr 1256 wird Buková als Byk erwähnt, 1394 dann als Bygzaad. Der Ort gehörte zum Herrschaftsgut der Burg Scharfenstein (slowakisch Hrad Ostrý Kameň), die sich südlich von Bixard erhob und 1273 errichtet wurde. Während des Rákoczi-Aufstandes im frühen 18. Jahrhundert wurde die Burg geschleift. Seit dem 14. Jahrhundert bis 1752 wurde in Bixard Maut erhoben, diese Tätigkeit und der Sitz des Herrschaftsguts wurde 1752 nach Moravský Svätý Ján (deutsch Sankt Johann an der March) verlegt.
Im Ort gab es einen Steinbruch und einen Kalkofen.

## Bevölkerung
| Jahr:                | 1994. | 2004.   | 2014.   | 2024.   |
| -------------------- | ----- | ------- | ------- | ------- |
| Anzahl der Personen: | 708   | 664     | 662     | 667     |
| Unterschied:         |       | -6,21 % | -0,30 % | +0,75 % |

| Jahr:                | 2023. | 2024.   |
| -------------------- | ----- | ------- |
| Anzahl der Personen: | 670   | 667     |
| Unterschied:         |       | -0,44 % |